# Gnathodentex
Gnathodentex is een monotypisch geslacht van straalvinnige vissen uit de familie van de straatvegers (Lethrinidae). Het geslacht is voor het eerst wetenschappelijk beschreven in 1873 door Bleeker.

## Soort
- Gnathodentex aureolineatus (Lacépède, 1802)